# Muro de carga

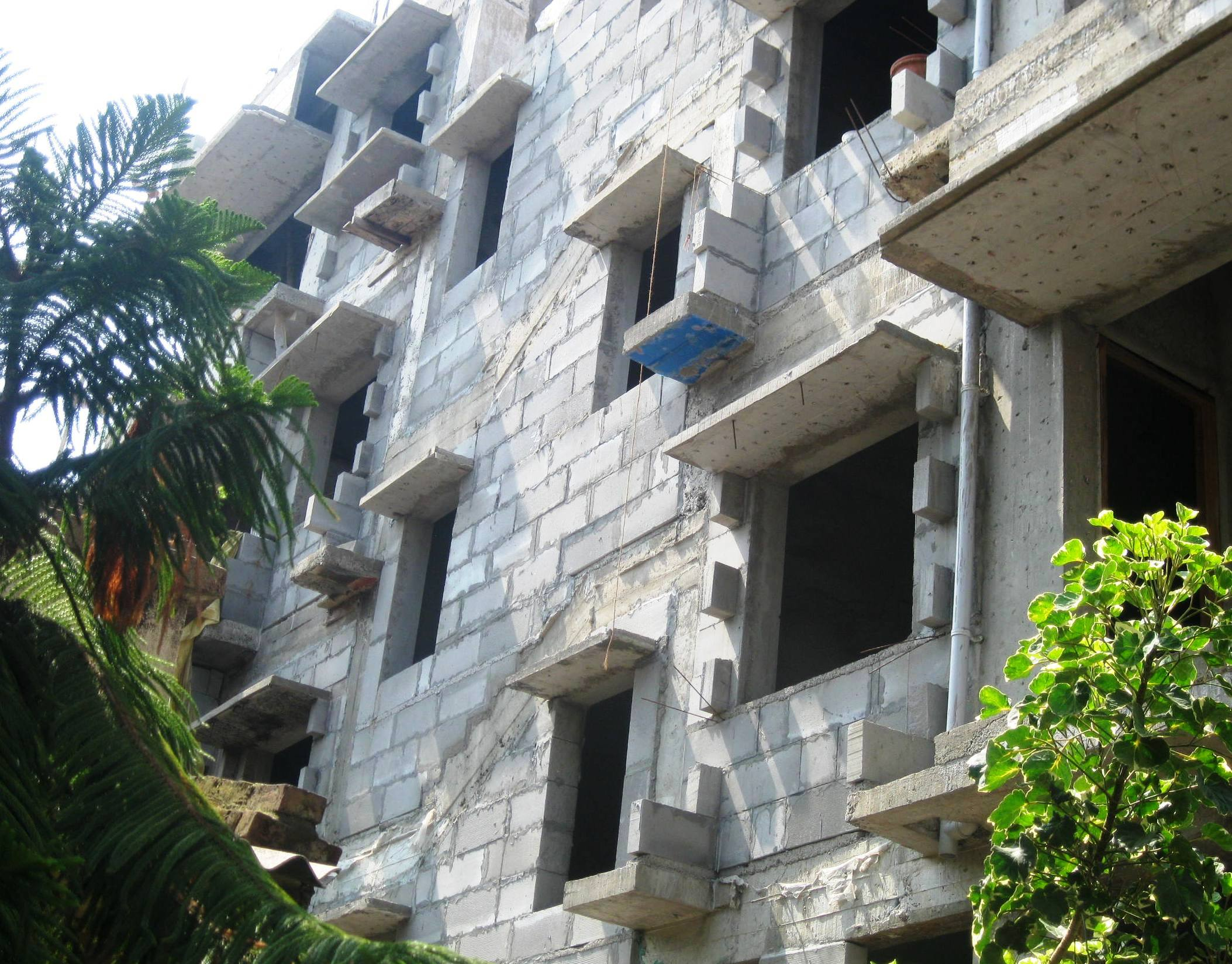
Edificio construido con albañilería estructural antes de la fase de acabado.

Se denomina muro de carga o muro portante a las paredes de una edificación que poseen función estructural; es decir, aquellas que soportan otros elementos estructurales del edificio, como arcos, bóvedas, vigas o viguetas de forjados o de la cubierta.
Cuando los muros soportan cargas horizontales, como las presiones del terreno contiguo, se denominan muros de contención.

## Historia
Aunque en la antigüedad se construyeron muchos tipos de muros de carga, los más antiguos que se conservan son de adobe o piedra. Se tiene constancia de la existencia de pastas y morteros precursores del hormigón desde los tiempos del Antiguo Egipto, pero fueron los romanos los que impulsaron este material con la técnica del Emplectum, consistente en crear dos hojas exteriores de sillares de piedra, rellenas de un mortero de cal con arena y cascotes. Esta técnica constructiva se ha repetido con ligeras variantes (como el muro Dacio), a lo largo de la historia.
En los lugares donde la piedra escaseaba o era excesivamente costoso conseguirla, ésta se sustituyó por el barro en forma de adobe: un ladrillo de barro secado al sol. Asimismo, se puede establecer un paralelismo entre el emplectum y el tapial, una forma de construcción consistente en aprisionar barro entre dos placas o encofrados de madera, y compactarlo en sucesivas tongadas mediante mazos o pisones. Una vez se terminaba una hilada de tapiales, se colocaban el encofrado encima, y se repetía la operación. Con estas técnicas de tapial y adobe se lograron erigir edificios de hasta seis alturas, algunos de los cuales perduran en Yemen.
Pero el material más empleado para realizar muros de carga es el ladrillo: una evolución del adobe cuya diferencia estriba en el proceso de cocción, que le confiere mayor resistencia y durabilidad. El ladrillo empleado en muros de carga suele ser macizo, aunque no es inusual encontrar muros de carga de ladrillo perforado o incluso hueco en viviendas de una o dos alturas.
Una variante del muro de carga de ladrillo es el realizado con bloque de hormigón, si bien no es posible alcanzar grandes alturas por este método.
Al igual que en las épocas anteriores, también existe un reflejo del emplectum romano en el empleo actual del hormigón en masa, donde, como sucediera en el tapial, el hormigón se confina mediante encofrados hasta que este fragua y adquiere dureza.
La aparición del acero, capaz de soportar las tensiones de tracción, posibilitó la aparición del hormigón armado y de las estructuras metálicas, que modificó radicalmente la forma de construir, dejando obsoletos los muros de carga. En la actualidad, estos muros solo se emplean en obras de poca entidad, como muros de contención de terreno en obras públicas y en sótanos, siendo el resto de la estructura una combinación de vigas y pilares, por lo que los muros rara vez adquieren funciones portantes o estructurales, y su único propósito es el de compartimentar o aislar los espacios.

## Cimentación
Puesto que la función de los muros de carga es transmitir las cargas al terreno, es necesario que estos muros estén dotados de cimentación, un ensanchamiento del muro en contacto con el terreno que evita que el muro "punzone" –se clave– en el terreno. La cimentación de los muros de carga adopta la forma de zapata lineal o zapata corrida.

## Huecos en muros de carga
Por su naturaleza, los muros son superficies continuas. Sin embargo, es necesario practicar aberturas en ellos para conformar ventanas o puertas, que iluminen, ventilen o comuniquen las estancias interiores. Para ello se utilizan dos métodos: el dintel, o el arco.

### Dintel
El dintel es una pequeña viga que se coloca encima del hueco para desviar las cargas del muro hacia los laterales. Como todas las vigas, funciona principalmente a flexión, por lo que precisa materiales que trabajen bien tanto a compresión como a tracción. Hasta mediados del siglo XIX, con el desarrollo del acero, el único material disponible que reunía estas características era la madera, motivo por el cual los edificios anteriores a esa fecha no pudieron realizar grandes huecos en los muros de carga sin recurrir a los arcos.

### Arco
Otra manera de desviar las cargas del muro hacia los lados del hueco es utilizar el arco. Con esta técnica, el material trabaja fundamentalmente a compresión: un tipo de esfuerzo apropiado para la piedra y el ladrillo. De este modo, se consiguieron antiguamente huecos de grandes luces en los edificios, como los vitrales de las catedrales góticas.
Existen no obstante otros dos métodos para abrir huecos en muros, ambos híbridos entre el arco y el dintel: el arco de descarga, y la falsa bóveda, como la empleada en las Pirámides de Egipto.

## Tabiques y muros de carga en la edificación
Los muros portantes soportan los forjados de los edificios. Por este motivo, en los edificios que se emplean muros de carga, estos se sitúan en al menos dos de las fachadas, lugar donde, dado su mayor grosor, son además particularmente adecuados como barrera térmica y acústica. De existir más muros de carga, estos se dispondrán paralelos a los de fachada. Es relativamente fácil distinguirlos de los tabiques no estructurales por su mayor grosor.
Sin embargo, en edificios mal construidos, especialmente si son antiguos, no es inusual que la estructura se deforme y se asiente, terminando por apoyar en el área de tabiques interior, con lo que ésta pasa a formar parte activa de la estructura. Por este motivo, derribar tabiques en este tipo de edificios puede generar patologías en forma de grietas y filtraciones.